# Кусьмерская, Илона
Илона Кусьмерская (пол. Ilona Kuśmierska; 16 июня 1948, Забже — 18 сентября 2022, Варшава) — польская актриса театра и кино, режиссёр дубляжа.

## Биография
Впервые выступила на театральной сцене в 1968 году. В 1970 окончила Государственную высшую театральную школу в Варшаве. Позже играла в разных театрах Варшавы, в том числе, театре мазовецкой земли (1970—1977), Буффо (1977), Сирена (1977—1979), театре комедии (1983—1990), Северном театре (1990—1991).
Ещё будучи студенткой в 1966 года начала сниматься в кино.

## Избранная фильмография
- 1966 — Ленин в Польше — Улька
- 1967 — Все свои — Ядзька, дочь Каргуля
- 1972 — Свадебное объявление
- 1973 — Дорога — Ядзька, дочь Каргуля
- 1973 — Мой сын убийца (телеспектакль) — Джейн Шелдон
- 1974 — Тут крутых нет — Ядзька, дочь Каргуля
- 1975 — Ночи и дни — Эмилия Нехциц
- 1975 — Третья граница — связная
- 1977 — Люби или брось — Ядзька, дочь Каргуля
- 1981 — Детский вопрос
- 1984 — Приблуда — мать Янека

Озвучила целый ряд польских и зарубежных анимационных фильмов и сериалов («Болек и Лёлек», «Слонёнок Бабар», «Волшебник страны Оз», «Утиные истории: Заветная лампа» и др.).
Работы по режиссированию дубляжа начала в 1987 году, так же, в основном, зарубежных анимационных фильмов и сериалов («Скуби-Ду», «Looney Tunes», «Мистический городок Эйри в Индиане», «Фантастическая четвёрка», «Уолтер Мелон» и другие).
Скончалась 18 сентября 2022 года.

## Награды
- 2002 — премия «Хрустальный гранат» («Kryształowy Granat») на фестивале комедийных фильмов в Любомеже